# جوليان فوس اندريا
جوليان فوس اندريا نحات ألماني مقيم في الولايات المتحدة.

## حياته
ولدت فوس اندريا في هامبورغ بألمانيا (ألمانيا الغربية سابقًا) وبدأت كرسام. درس لاحقًا الفيزياء التجريبية في جامعات برلين وإدنبرة وفيينا. تابع فوس أندريا أبحاثه العليا في فيزياء الكم في مجموعة أنطون تسايلينغر البحثية، وشارك في تجربة توضح السلوك الكمي لأكبر الأجسام حتى الآن. انتقل إلى الولايات المتحدة في عام 2000 وتخرج من كلية شمال غرب المحيط الهادئ للفنون في عام 2004.